# Тројански рат
Тројански рат је рат који се наводно водио између Ахајаца и Троје у 12. веку п. н. е.
Историјско постојање овог рата није поуздано утврђено. Људи у време античке Грчке су веровали у његову историју. Већина информација о рату потиче из историјских епова Илијада и Одисеја.

## Парисов суд (Јабука раздора)
Тројански рат има своје корене у причи о венчању Пелеја и Тетиде, богиње мора. Пелеј и Тетида нису на свадбу позвали Ериду, богињу раздора, па је бесна богиња улетела на свадбено славље и бацила златну јабуку на сто. „Ова јабука припада оној која је најлепша”, рече она.
Хера, Атина и Афродита су кренуле да узму јабуку, али је бог Зевс изјавио да Парис, тројански принц, за кога се сматрало да је најлепши живи човек, треба да буде судија.
Хермес је отишао до Париса и он се сагласио да буде судија. Хера му је обећала моћ, Атина богатство а Афродита му је обећала руку најлепше жене на свету.
Парис је изабрао Афродиту и она му је обећала да ће Јелена, жена грчког краља Менелаја, постати његова жена. Парис се тада спреми да оде у Спарту да отме Јелену. Његова сестра Касандра и брат Хелен, близанци пророци, покушали су да га одговоре од овог наума, као и његова мајка Хекуба али, Парис их не послуша и запути се у Спарту.
У Спарти је Менелај, Јеленин муж, угостио Париса као краљевског госта. Међутим, кад је Менелај отишао из Спарте на сахрану свога оца на Крит, Парис је отео Јелену (а можда је отишла и добровољно), а понео је и много Менелајевог блага.
Јелена и Парис су се венчали у Троји. То се десило око 1200. п. н. е.

## Грчке оружане снаге
Менелај је био страшно увређен када је сазнао да му је Парис отео Јелену. Позвао је све некадашње Јеленине просце, зато што су се они у своје време заклели да ће помоћи њеном мужу да брани њену част (види: Лепа Јелена).
Многи грчки хероји нису желели да иду у рат. Одисеј се претварао да је полудео, али његову превару је открио Паламед. Ахил, иако није био међу просцима, позван је јер је видовити Калхас прорекао да се Троја не може заузети без Ахила.
Једна од најзанимљивијих прича је она о Кинару, краљу Пафоса, на Кипру, који је такође био Јеленин просац. Он није желео да пође у рат, али је обећао Агамемнону педесет бродова. И заиста је Кинар послао педесет бродова. Првим бродом командовао је његов син. Осталих четрдесет девет је, међутим, било од глине на којима су били глинени морнари. Они су се распали чим су поринути у море.
Грчка флота се окупила, под Агамемноновим надзором, у Аулиди. Међутим, или је Агамемнон убио једног од Артемидиних светих јелена или је својим охолим понашањем увредио Артемиду; у сваком случају Артемида је била бесна и узнемирила је море и ветрове тако да флота није могла да исплови.
Видовњак Калхас је због тога објавио да Ифигенија, Агамемнонова кћи, мора да буде жртвована да би флота могла да заплови. Тако су и урадили (мада је Артемида у ствари украла Ифигенију са жртвеника). Грчки бродови су после тога запловили ка Троји.
Били су ту многи краљеви, али су се истицали: Идоменеј (краљ Крита), Нестор (краљ Пилоса), мудри Одисеј (краљ Итаке), Ахил (краљевић Тесалије), Ајант и његов полубрат Теукро (краљевићи Саламине), Диомед (краљ Арга) и многи други. Све у свему из Аулиде је кренуло више од хиљаду лађа и још пет стотина лађа са храном.

## Тражење Троје
Тражење Троје се показало прилично тешким, тако да се грчка флота прво искрцала у Мизији. Према Херодоту, Грци су веровали да су Јелену отели Теукријанци, а иако су они то оповргавали, Грци су започели опсаду града. Грци су их на крају савладали, али су претрпели велике губитке од руке Телефа, теукријанског краља. Јелену, међутим, нису нашли. Ахил је у борби тешко ранио Телефа.
Разочарани, Грци су се вратили кући.
Тројански рат се можда никад не би ни одиграо да Телеф није дошао у Грчку у нади да излечи своју рану. Пророчиште је рекло Телефу да га само она особа која га је ранила може и да га излечи, а то је био Ахил. Ахил је пристао па је Телеф открио Грцима како да стигну до Троје.

## Изасланство код Пријама
Одисеј, познат по својој речитости, и Менелај, послати су као изасланици краљу Пријаму. Захтевали су Јелену и повраћај украденог блага. Пријам је одбио, па су се Одисеј и Менелај вратили до грчких бродова и рат је био неизбежан.

## Рат
Првих девет година рата водиле су се битке како у Троји тако и у околним подручјима. Грци су схватили да Троју снабдевају околна краљевства, тако да су Грци прво морали да поразе та краљевства.
Упоредо с уништавањем тројанске привреде, у овим борбама су Грци сакупили и велике количине блага и другог ратног плена, међу којима и жене (нпр. Брисеја, Текмеса и Хрисеја).
Тројански херој Хектор је убио Патрокла, а бесан због тога, Ахил је убио Хектора. Погинула је и амазонска краљица Пентесилеја која је дошла да се бори на тројанској страни. Недуго затим, Парис је стрелом убио Ахила погодивши га у једино рањиво место — пету.
Грци су добили многе важне битке, међутим, нису могли да разоре зидине Троје.
Одисеј је отео Хелена, Пријамовог сина. Хелен, који је био пророк, рекао је Грцима да Троја не може пасти све док:
- Пир, Ахилов син, не почне да се бори у рату,
- Грци не почну да користе Хераклове лукове и стреле против Тројанаца,
- док се посмртни остаци Пелопса, славног Елејског хероја, не донесу пред Троју, и
- не отме Паладијум, статуа богиње Атине, која се налазила у Троји.

Феникс је убедио Пира да се укључи у рат. Филоктет је имао Хераклов лук и стреле, али је био остављен на острву Лемну јер га је ујела змија и његова рана је неподношљиво заударала. Филоктет је био огорчен, али су га напокон убедили да се прикључи Грцима. Пелопсове мошти су донесене, а Одисеј се ушуњао кроз тројанску одбрану о украо Паладијум.

## Тројански коњ
Тражећи начин да уђе у Троју, лукави Одисеј (неки кажу уз помоћ богиње Атине) наредио је да се направи велики дрвени коњ. Његова унутрашњост је била шупља тако да у њега могу да се сместе војници.
Када је Епеј саградио коња, један број грчких ратника се, заједно с Одисејем, попео унутра. Остатак Грка је отпловио да би се обманули Тројанци.
Један човек, Синон, је остављен на обали. Када су Тројанци дошли да се диве огромном дрвеном коњу, Синон се претварао да је љут на Грке, јер су га оставили. Убеђивао је Тројанце да је дрвени коњ сигуран и да ће донети Тројанцима срећу.
Само двоје људи, Лаокоон и Касандра, покушавало је да упозоре Тројанце на опасност али их нико није слушао. Тројанци су славили своју наводну победу и унели дрвеног коња у Троју.
Те ноћи, пошто је већина Тројанаца заспала или била омамљена пијанством, Синон је пустио грчке ратнике из дрвеног коња. Они су одмах отворили капије града испред којих су чекали преостали Грци који су се вратили и искрцали на обалу. Настао је страшан покољ у коме је погинуло мноштво изненађених и збуњених Тројанаца. Пријам је убијен пред Зевсовим олтаром, а Касандра је одвучена од Атинине статуте и силована.

## После рата
После рата је Поликсена, Пријамова кћи, жртвована на Ахиловом гробу, такође је жртвован и Астијанакс, Хекторов син, и тако је рат окончан.
Тројански принц Енеја успео је да преживи пропаст Троје и да отплови до италске обале где су његови потомци основали Рим. Вергилије је у епу Енејида опевао његово бекство из Троје. Многи извори кажу да је Енеја био једини тројански принц који је преживео, али су такви ставови у нескладу са опште познатом причом да се Андромаха удала за Хелена, Касандриног близанца, после рата.
Менелај, који се зарекао да ће убити своју неверну жену, ускоро је поново подлегао њеној лепоти и чарима и дозволио јој је да живи. Њих двоје су се, после дугог лутања све до Египта, вратили у Спарту.
Преживеле тројанске жене су постале робиње грчких ратника а заплењено је и много блага. Грци су затим запловили кући, али се путовање за неке показало тешким и дугим колико и сам Тројански рат (за Одисеја и Менелаја, на пример).